# Kajś
Kajś. Розповідь про Верхню Сілезію (пол. Kajś. Opowieść o Górnym Śląsku) — репортаж Збігнєва Рокіти, опублікований у 2020 році у Wydawnictwo Czarne.
У 2021 році книга була відзначена літературною премією «Ніке» як від журі, так і від читачів  та літературно-історичною премією Identitas. Її також номінували на Міжнародну премію ім. Вітольда Пілецького, літературної премії Центральної Європи «Ангелус»  та премії «Амбасадор Нової Європи».
5 жовтня 2022 року вийшла друком книжка в перекладі сілезькою мовою (Kajś. Gyszichta ô Gōrnym Ślōnsku) Гжегожа Куліка.